# Ribolov kraljevih rakovic na Aljaski
Ribolov kraljevih rakovic na Aljaski se odvija v zimskih mesecih v vodah ob obali Aljaske in Aleutskih otokov. Industrijski ribolov se vrši med zelo kratko sezono, ulov pa razpošiljajo po celem svetu. Veliko število kraljevih rakovic ulovijo tudi v ruskih in mednarodnih vodah.
Leta 1980, na vrhuncu industrije kraljevih rakovic, so ribiški obrati na Aljaski predelali do 90 milijonov kilogramov rakovic. Vendar pa je do leta 1983 skupni ulov na nekaterih področjih Aljaske upadel tudi do 90 odstotkov. Razvilo se je več teorij za tako strm upad populacije rakovic. Pretiran ribolov, porast temperature morja in povečan lov rakovic znotraj morske populacije so bile nekatere od tez, s katerimi so skušali pojasniti upad v številu kraljevih rakovic. Posledično so zaradi upada populacije sezone lova na kraljeve rakovice zelo kratke. V zimski sezoni 2005-2006 je 250 ribiških ladij v 4 dneh ujelo 6,36 milijonov kilogramov rdečih kraljevih rakovic.
Ribolov kraljevih rakovic na Aljaski je zelo nevaren - stopnja smrtnosti med ribiči je približno 90-krat višja kot pri ostalih poklicih. Povprečno se zgodi en smrtni primer na teden v času sezone ribolova.

## Kraljeve rakovice s tržno vrednostjo
Na Aljaski za tržne namene lovijo tri vrste kraljevih rakovic:
- rdečo kraljevo rakovico (Paralithodes camtschaticus, nahajališča so v Bristolskem zalivu, Nortonovi plitvini in Kodiakovem arhipelagu),
- modro kraljevo rakovico (Paralithodes platypus, otok Sv. Mateja, otočje Pribilof)
- zlato kraljevo rakovico (Lithodes aequispinus, Aleutsko otočje)

Od naštetih treh je zaradi kvalitete mesa najbolj iskana rdeča kraljeva rakovica. Četrta podvrsta kraljeve rakovice, škrlatna kraljeva rakovica (Lithodes couesi) je premajhna in preredka za industrijski ribolov, navkljub temu, da njeno meso užitno. Ulovljene rakovice morajo izpolnjevati pogoje, ki se nanašajo na njeno velikost; samo določen tip rakovice je legalen ulov v različnih obdobjih leta in še ta samo, če je samec.

## Ribolovna sezona
Najbolj popularni meseci za ribolov na kraljeve rakovice so med oktobrom in januarjem. Čas, odmerjen  za posamično sezono se je stalno krajšal - samo 4 dni je trajala najkrajša sezona ribolova na kraljeve rakovice. Od leta 2005 naprej se ribiškim ladjam določi ribolovna kvota, katere osnova je ulov posamezne ladje v preteklih letih, ter količina rakovic, ki je na voljo za ulov v tekoči sezoni. Zaradi uvedbe kvot se je ribiška flota zmanjšala z 251 ladij na 89. Trenutno sezone trajajo od dveh do štirih tednov.

## Racionalizacija: tekmovanje proti kvoti
Po končani sezoni leta 2005 so v aljaški industriji rakovic zamenjali način ribolova iz tekmovalnega v sistem kvot. Ta tranzicija je znana kot racionalizacija. Pri starem tekmovalnem načinu je veliko število ribiških ladij tekmovalo med seboj pri lovu na rakovice znotraj časovno omejenega termina. Pri novem sistemu ribiške kvote na posameznika lastniki ribiških ladij dobijo kvoto, ki jo lahko izpolnijo v bolj sproščenem ritmu. V teoriji naj bi tak način ribolova omogočal večjo varnost posadk, kar je bil glavni cilj pri spremembi pravil. Pri prehodu na sistem kvot so tudi načrtovali, da bodo s tem zvišali vrednost rakovic in sicer tako, da bi s tem načinom ribolova zmanjšali število rakovic na tržišču. Vendar pa je priliv v tujini ujetih rakovic na trg v letu 2006 do neke mere izničil finančno pridobitev sistema kvot.
Proces racionalizacije je povzročil, da so mnoge posadke ribiških ladij ostale brez dela. Lastnikom manjših plovil nov sistem kvot namreč ni omogočal dovolj visokega dobička, da bi lahko krili operativne stroške - v prvem letu sistema ribiške kvote na posameznika se je flota ribiških ladij zmanjšala od preko 250 na približno 89 večinoma večjih plovil z višjimi kvotami.

## Oprema in proces
Komercialne ribiške ladje merijo od 12 do 75 metrov v dolžino, so opremljene s hidravličnimi sistemi za dvig ulova in so dovolj trpežne, da se kosajo z izjemno mrzlim vremenom, ki vlada na Beringovem morju. Vsak ribiška ladja si začrta lastni režim plovbe med ribolovno sezono. Pogosto ostanejo na odprtem morju več dni ali celo tednov.
Ribiči uporabljajo past škatlaste oblike, ki se imenuje vrša. Sestavljena je iz kovinskega okvirja, ki je prekrit z mrežo iz najlona. Posamezna vrša tehta od 272 do 362 kilogramov, ladja lahko prevaža med 150 do 300 vrš, odvisno od velikosti ladje. Ribe - običajno sledi ali trske - postavijo za vabo v vršo, le-to nato potopijo na morsko dno, kjer kraljeve rakovice prebivajo. Rdeče in modre kraljeve rakovice je moč najti tako v priobalnem pasu kot v globinah do 180 m. Zlate kraljeve rakovice prebivajo v globinah od 180 do 720 m. Vrše se po navadi postavljajo v ravni vrsti za lažje pobiranje. Položaj vrše je na morski gladini označen z bojo. Vrše pustijo dan ali dva na morskem dnu pri ribolovu na rdeče in modre kraljeve rakovice oz. za dlje časa pri ribolovu na zlate kraljeve rakovice. Vrše potegnejo nazaj na površje s pomočjo hidravličnega žerjava, ki je opremljen z vitlom.
Vršo nato potegnejo na krov in posadka prične z razvrščanjem kraljevih rakovic. Rakovice, ki ne izpolnjujejo pogojev za legalen ulov, vržejo nazaj v morje. Rakovice žive hranijo v posebnem zadrževalniku pod palubo, skozi katerega kroži morska voda. Tako jih ohranijo pri življenju do prihoda v pristanišče, kjer jih nato prodajo podjetjem, ki opravljajo predelavo kraljevih rakovic za prodajo na tržišču. V primeru, da temperatura vode močno pade, lahko rakovice zamrznejo in se razpočijo. Ravno tako obstaja nevarnost, da se rakovice medsebojno poškodujejo ali celo pobijejo, ker je pri njih opazen kanibalizem. Ob smrti rakovice se pojavi še večja nevarnost - mrtva rakovica izloči strup, ki lahko pobije do deset živih rakovic. Če posadka sproti ne odstranjuje umrlih rakovic, lahko pride do verižne reakcije in s tem do pogina celotnega ulova.
Posadka na krovu je plačana v odstotkih dobička, vendar šele po izračunu deleža, ki ga dobi lastnik ladje. Plačilo posadki je tako lahko od nič do več deset tisoč dolarjev, odvisno od količine ulova.  T.i. 'zelenci' (člani posadke, ki so prvič pri lovu na rakovice) dobijo fiksno plačilo, ki ne presega en odstotek dobička.

## Nevarnosti
Statistično gledano, je ribolov na kraljeve rakovice na Aljaski eden najnevarnejših poklicev v Združenih državah Amerike. Leta 2006 je Urad za statistiko dela uvrstil komercialni ribolov med poklice z največjo stopnjo smrtnosti - 141,7 na 100.000 delavcev - kar je skoraj 75 odstotkov višja stopnja kot pri  pilotih, letalskih inženirjih in gozdarjih. To so poklici, ki so uvrščeni tik za komercialnimi ribiči na lestvici nevarnih poklicev. Vendar pa je v konkretnem primeru ribolova na kraljeve rakovice na Aljaski nevarnost opravljanja poklica komercialnega ribiča še višja, s 300 smrtnimi primeri na 100.000 delavcev.  Vzrok smrti v več kot 80 odstotkih primerov je bodisi utopitev ali podhladitev. Ribiči lahko utrpijo tudi hude poškodbe, ki se zgodijo pri delu s težkimi stroji in opremo.

## Upad populacije
Leta 1980, na vrhuncu industrije kraljevih rakovic, so ribiški obrati na Aljaski predelali 90 milijonov kilogramov rakovic. Vendar pa je ulov v letu 1983 padel na manj kot 10 odstotkov količine iz leta 1980. Zmanjšan ulov je prisilil mnoge ribiče, da so začeli z ribolovom drugih vrst rakovic kot so svetlo-rjave in snežne rakovice, kot tudi rib - trsk. V zadnjih letih so uvedli striktno regulacijo z namenom, da se bolj odgovorno ravna z obstoječo populacijo rakovic in s tem tudi omogoči ponovno rast števila le-teh. Število rdečih in modrih kraljevih rakovic je po letu 1983 še vedno relativno nizko v skoraj vseh področjih, z izjemo jugo-vzhodnega dela Aljaske. Takšne razmere so prisilile mnoge ribiče v ribolov na zlato kraljevo rakovico.
Medtem, ko se v Beringovem morju še vedno soočajo z zmanjšano populacijo, kraljeve rakovice drugod po svetu niso ogrožene. Še več - na nekaterih področjih so označene kot invazivna vrsta.

## Ribolov na tujem
Priliv kraljevih rakovic iz ribiških obratov v Rusiji je povzročil ekonomske težave za ameriške ribiče. Količina kraljevih rakovic uvoženih iz Rusije se je zvišala z 9,5 milijona kilogramov v letu 2004, na 17 milijonov kilogramov leta 2005, nakar je sledil še večji porast uvoza v letu 2007 in sicer več kot 25,4 milijona kilogramov. Po nekaterih podatkih naj bil velik delež tujih rakovic ulovljen in uvožen na nelegalen način. Povečan priliv iz tujine je povzročil tudi konstantno padnje cene rakovic - z 3,55 dolarjev na funto (1 funta = 0,453 kg) v letu 2003, na  3,21 dolarjev leta 2004, 2,74 dolarjev v letu 2005, do najnižje cene za aleutsko zlato kraljevo rakovico leta 2007, ki je znašala 2,30 dolarja na funto. Cena za rdečo kraljevo rakovico ulovljeno v Bristolskem zalivu se je znižala s 5,15 dolarjev na funto leta 2003 na 4,70 dolarjev v letu 2004, na 4,52 dolarjev leta 2005 in padla na 4,24 dolarjev v letu 2007.

## V medijih
Deadliest catch je dokumentarna nadaljevanka, ki jo predvaja televizijska mreža Discovery in jo je moč gledati tudi Sloveniji. Začetek predvajanja sega v leto 2005. Poudarek v nadaljevanki je prikaz nevarnosti ribolova na kraljeve rakovice: temperatura vode je blizu ledišča, viharno morje, polne vrše, ki jih vlečejo na krov so težke več kot tono in ker je sezona zelo kratka - tako zaradi predpisov kot vremena - ribiči preživijo na odprtem morju po več dni zapored in delajo dolge ure z malo počitka.